# Obelerio Antenoreo
Obelerio Antenoreo, también conocido como Obelerio degli Antenori, fue el noveno dux de Venecia (804-811) según la tradición, y el séptimo según los datos históricos verificables. Hijo de Encagilio, era tribuno durante el dogado de Giovanni Galbaio, tuvo que huir a Treviso junto a los demás líderes francófilos. Allí le eligieron su cabecilla y los llevó de vuelta a Venecia, huyendo los Galbaio y siendo él mismo elegido dux en Malamocco.
Obelerio inmediatamente imitó a sus predecesores y nombró dux asociado a un pariente, su hermano Beato. Los Antenori perdieron pronto el favor popular y aparecieron facciones enemigas, los probizantinos en Heraclea y los republicanos en Malamocco. El patriarca exiliado de Grado, Fortunato, volvió a Venecia desde la corte de Carlomagno en Aquisgrán y ofreció poner Venecia bajo la protección franca si él era restablecido en su cargo. Obelerio aceptó feliz y reconoció la soberanía de los francos a cambio de su protección y legitimación. Obelerio y Beato rindieron homenaje al monarca carolingio en Aquisgrán el día de Navidad de 805. Obelerio además escogió una esposa franca, la primera dogaresa.
Este acto provocó una guerra con Bizancio. En 809, una flota desembarcó en la laguna de Venecia y atacó a una flotilla franca en Comacchio, pero fue derrotada. por entonces Obelerio y Beato asociaron a su hermano Valentino como dux junto a ellos. Esto fue el colmo para el pueblo, que se alzó contra ellos y llamó en su apoyo al rey Pipino de Italia. Pipino asedió la ciudad, pero no fue hasta el último momento cuando los Antenori se decidieron a tomar las armas. Por su indecisión fueron expulsados, siendo elegido dux Angelo Participazio, quien había defendido la ciudad desde el principio.
Obelerio pasó las siguientes dos décadas exiliado en Constantinopla. Regresó a la muerte de Giustiniano Participazio en 832 con una banda de hombres fieles para recuperar el dogado. Desembarcó en Vigilia, cerca de Malamocco, pero el dux legítimo, Giovanni I Participazio, luchó contra él, arrasando dos ciudades en el intento hasta matarle, mostrando su cabeza en el mercado.